# 마수드 사브리
마수드 사브리(위구르어: مەسئۇت سابرى, مسعود صبري, 중국어: 麦斯武德·沙比尔, 1886년 ~ 1952년)는 일리 반란 동안 신장성의 위구르 정치 지도자이자 신장성의 총독이었다. 그는 쿨자와 이스탄불에서 교육을 받았고 범튀르크주의자였다.

## 교육
이리 카자흐 자치주 출신인 마수드 사브리는 이스탄불 대학교에 입학하여 의학을 배운 후, 사브리는 약사가 되기 위해 신장성으로 돌아왔다.

## 경력
신장성의 주지사 양쩡신은 마수드 사브리를 범튀르크주의 활동으로 수감하고 그를 지방에서 추방했다.
마수드는 마흐무트 시잔과 함께 아크수에 본거지를 둔 동튀르키스탄 제1공화국을 지지했다. 마수드는 36사단(국가혁명군)에 의해 격파된 후 영국령 인도로 도주한 후 난징으로 도주하여 중화민국 정부에 합류했다. 중앙군사학교와 중앙대학교는 그가 국민당 중앙집행위원회에 합류한 후 난징에서 그의 친척 중 일부를 학생으로 받아들였다.
1942년, 마수드 사브리는 36개 국무원(중국 국가정치위원회)의 의석을 맡고 있었으며, 다른 회교 신자는 중국 무슬림 장군 마린뿐이었다.
1948년 사브리는 중국으로부터 주이란 대사로 임명되는 제안을 거절했다.
1949년 1월, 부르한 샤히디는 마수드 사브리의 뒤를 이어 신장성 정부의 의장이 되었다.
공산당은 그를 구금하고 1952년 그를 투옥시켰으나, 그는 여전히 투옥된 채로 죽었다.